# Copa de Brasil 2019
La Copa de Brasil 2019 (oficialmente Copa Continental Pneus do Brasil 2019 por razones de patrocinio) fue la 31.ª edición de la Copa de Brasil. Se llevó a cabo entre el 6 de febrero y el 18 de septiembre de 2019. La competencia fue disputada por 91 equipos, clasificados a través de la participación de sus respectivos campeonatos estatales (70 clubes), por el ranking CBF 2019 (10), por la Copa do Nordeste 2018 (1), por la Copa Verde 2018 (1), por la Série B 2018 (1) y por los clasificados para la Copa Libertadores 2019 (8).
El campeón de la Copa do Brasil 2019 obtuvo un cupo para disputar la fase de Grupos de la Copa Libertadores 2020 y la Supercopa de Brasil 2020.
El Athletico Paranaense de Curitiba resultó campeón, tras vencer en la final al Internacional de Porto Alegre.

## Formato
La competencia será un torneo eliminatorio de eliminación única, las dos primeras etapas con un solo partido y las otras etapas con juegos de ida y vuelta. Once equipos clasificaron directamente para octavos de final (equipos clasificados para Copa Libertadores 2019 (8 clubes), campeones de Série B, el campeón de la Copa Verde y el vencedor de la Copa do Nordeste). Los 80 equipos restantes jugarán la primera etapa. Los 40 ganadores jugarán la segunda etapa, los 20 ganadores jugarán la tercera etapa, los 10 ganadores jugarán la cuarta etapa. Finalmente, los cinco ganadores de la cuarta etapa calificarán para la Ronda de los 16.
En esta temporada, la regla de los goles fuera no se usará en ninguna etapa.

## Equipos participantes
| Estado                       | Club                 | Método de clasificación                                        |
| ---------------------------- | -------------------- | -------------------------------------------------------------- |
| Acre 2 cupos                 | Rio Branco           | Campeón Campeonato Acreano 2018                                |
| Acre 2 cupos                 | Galvez               | Subcampeón Campeonato Acreano 2018                             |
| Alagoas 3 cupos              | CSA Alagoas          | Campeón Campeonato Alagoano 2018                               |
| Alagoas 3 cupos              | CRB Alagoas          | Subcampeón Campeonato Alagoano 2018                            |
| Alagoas 3 cupos              | ASA Arapiraquense    | Tercer lugar Campeonato Alagoano 2018                          |
| Amapá 1 cupo                 | Ypiranga             | Campeón Campeonato Amapaense 2018                              |
| Amazonas 2 cupos             | Manaus               | Campeón Campeonato Amazonense 2018                             |
| Amazonas 2 cupos             | Nacional Fast Clube  | Subcampeón Campeonato Amazonense 2018                          |
| Bahia 3 cupos                | Bahia                | Campeón Campeonato Baiano 2018                                 |
| Bahia 3 cupos                | Vitória              | Subcampeón Campeonato Baiano 2018                              |
| Bahia 3 cupos                | Juazeirense          | Tercer lugar Campeonato Baiano 2018                            |
| Ceará 4 cupos                | Fortaleza            | Campeón Campeonato Brasileño de Fútbol Serie B 2018            |
| Ceará 4 cupos                | Ceará                | Campeón Campeonato Cearense 2018                               |
| Ceará 4 cupos                | Atlético Cearense    | tercer lugar Campeonato Cearense 2018                          |
| Ceará 4 cupos                | Ferroviário          | Campeón Copa Fares Lopes 2018                                  |
| Espírito Santo 1 cupo        | Serra                | Campeón Campeonato Capixaba 2018                               |
| Distrito Federal 2 cupos     | Sobradinho           | Campeón Campeonato Brasiliense 2018                            |
| Distrito Federal 2 cupos     | Brasiliense          | Subcampeón Campeonato Brasiliense 2018                         |
| Goiás 4 cupos                | Goiás                | Campeón Campeonato Goiano 2018                                 |
| Goiás 4 cupos                | Aparecidense         | Subcampeón Campeonato Goiano 2018                              |
| Goiás 4 cupos                | Vila Nova            | Tercer lugar Campeonato Goiano 2018                            |
| Goiás 4 cupos                | Atlético Goianiense  | Clasificado por ranking CBF 2018, no clasificado anteriormente |
| Maranhão 3 cupos             | Sampaio Corrêa       | Campeón Copa do Nordeste 2018                                  |
| Maranhão 3 cupos             | Moto Club            | Campeón Campeonato Maranhense 2018                             |
| Maranhão 3 cupos             | Imperatriz           | Subcampeón Campeonato Maranhense 2018                          |
| Mato Grosso 4 cupos          | Cuiabá               | Campeón Campeonato Matogrossense 2018                          |
| Mato Grosso 4 cupos          | Sinop                | Subcampeón Campeonato Matogrossense 2018                       |
| Mato Grosso 4 cupos          | Mixto                | Campeón Copa FMF 2018                                          |
| Mato Grosso 4 cupos          | Luverdense           | Clasificado por ranking CBF 2018, no clasificado anteriormente |
| Mato Grosso del Sur 2 cupos  | Operário-MS          | Campeón Campeonato Sul-Matogrossense 2018                      |
| Mato Grosso del Sur 2 cupos  | Corumbaense          | Subcampeón Campeonato Sul-Matogrossense 2018                   |
| Minas Gerais 7 cupos         | Cruzeiro             | Campeón Copa de Brasil 2018                                    |
| Minas Gerais 7 cupos         | Atlético Mineiro     | Sexto lugar Campeonato Brasileño de Fútbol Serie A 2018        |
| Minas Gerais 7 cupos         | América Mineiro      | Tercer lugar Campeonato Mineiro 2018                           |
| Minas Gerais 7 cupos         | Tupi                 | Cuarto lugar Campeonato Mineiro 2018                           |
| Minas Gerais 7 cupos         | Tombense             | Quinto lugar Campeonato Mineiro 2018                           |
| Minas Gerais 7 cupos         | URT                  | Sexto lugar Campeonato Mineiro 2018                            |
| Minas Gerais 7 cupos         | Boa Esporte          | Clasificado por ranking CBF 2018, no clasificado anteriormente |
| Pará 4 cupos                 | Paysandu             | Campeón Copa Verde 2018                                        |
| Pará 4 cupos                 | Remo                 | Campeón Campeonato Paraense 2018                               |
| Pará 4 cupos                 | Bragantino do Pará   | Tercer lugar Campeonato Paraense 2018                          |
| Pará 4 cupos                 | São Raimundo         | Cuarto lugar Campeonato Paraense 2018                          |
| Paraíba 2 cupos              | Botafogo-PB          | Campeón Campeonato Paraibano 2018                              |
| Paraíba 2 cupos              | Campinense           | Subcampeón Campeonato Paraibano 2018                           |
| Paraná 5 cupos               | Athletico Paranaense | Campeón Copa Sudamericana 2018                                 |
| Paraná 5 cupos               | Coritiba             | Subcampeón Campeonato Paranaense 2018                          |
| Paraná 5 cupos               | Foz do Iguaçu        | Tercer lugar Campeonato Paranaense 2018                        |
| Paraná 5 cupos               | Paraná Clube         | Cuarto lugar Campeonato Paranaense 2018                        |
| Paraná 5 cupos               | Londrina             | Clasificado por ranking CBF 2018, no clasificado anteriormente |
| Pernambuco 4 cupos           | Náutico              | Campeón Campeonato Pernambucano 2018                           |
| Pernambuco 4 cupos           | Central              | Subcampeón Campeonato Pernambucano 2018                        |
| Pernambuco 4 cupos           | Sport Recife         | Tercer lugar Campeonato Pernambucano 2018                      |
| Pernambuco 4 cupos           | Santa Cruz           | Clasificado por ranking CBF 2018, no clasificado anteriormente |
| Piauí 2 cupos                | Altos                | Campeón Campeonato Piauiense 2018                              |
| Piauí 2 cupos                | Ríver                | Subcampeón Campeonato Piauiense 2018                           |
| Río de Janeiro 6 cupos       | Flamengo             | Subcampeón Campeonato Brasileño de Fútbol 2018                 |
| Río de Janeiro 6 cupos       | Botafogo             | Campeón Campeonato Carioca 2018                                |
| Río de Janeiro 6 cupos       | Vasco da Gama        | Subcampeón Campeonato Carioca 2018                             |
| Río de Janeiro 6 cupos       | Fluminense           | Cuarto lugar Campeonato Carioca 2018                           |
| Río de Janeiro 6 cupos       | Boavista             | Quinto lugar Campeonato Carioca 2018                           |
| Río de Janeiro 6 cupos       | Americano            | Campeón Copa Rio 2018                                          |
| Río Grande del Norte 3 cupos | ABC Natal            | Campeón Campeonato Potiguar 2018                               |
| Río Grande del Norte 3 cupos | América de Natal     | Subcampeón Campeonato Potiguar 2018                            |
| Río Grande del Norte 3 cupos | Santa Cruz de Natal  | Tercer lugar Campeonato Potiguar 2018                          |
| Río Grande del Sur 7 cupos   | Internacional        | Tercer lugar Campeonato Brasileño de Fútbol 2018               |
| Río Grande del Sur 7 cupos   | Grêmio               | Cuarto lugar Campeonato Brasileño de Fútbol 2018               |
| Río Grande del Sur 7 cupos   | Brasil de Pelotas    | Subcampeón Campeonato Gaúcho 2018                              |
| Río Grande del Sur 7 cupos   | São José             | Tercer lugar Campeonato Gaúcho 2018                            |
| Río Grande del Sur 7 cupos   | Avenida              | Quinto lugar Campeonato Gaúcho 2018                            |
| Río Grande del Sur 7 cupos   | Ypiranga de Erechim  | Tercer lugar Copa FGF 2018                                     |
| Río Grande del Sur 7 cupos   | Juventude            | Clasificado por ranking CBF 2018, no clasificado anteriormente |
| Rondônia 1 cupo              | Real Ariquemes       | Campeonato Rondoniense, campeón 2018                           |
| Roraima 1 cupo               | São Raimundo         | Campeonato Roraimense, campeón 2018                            |
| Santa Catarina 7 cupos       | Figueirense          | Campeón Campeonato Catarinense 2018                            |
| Santa Catarina 7 cupos       | Chapecoense          | Subcampeón Campeonato Catarinense 2018                         |
| Santa Catarina 7 cupos       | Tubarão              | Tercer lugar Campeonato Catarinense 2018                       |
| Santa Catarina 7 cupos       | Brusque              | Campeón Copa Santa Catarina 2018                               |
| Santa Catarina 7 cupos       | Avaí                 | Clasificado por ranking CBF 2018, no clasificado anteriormente |
| Santa Catarina 7 cupos       | Criciúma             | Clasificado por ranking CBF 2018, no clasificado anteriormente |
| Santa Catarina 7 cupos       | Joinville            | Clasificado por ranking CBF 2018, no clasificado anteriormente |
| São Paulo 8 cupos            | Palmeiras            | Campeón Campeonato Brasileño de Fútbol 2018                    |
| São Paulo 8 cupos            | São Paulo            | Quinto lugar Campeonato Brasileño de Fútbol 2018               |
| São Paulo 8 cupos            | Corinthians          | Campeón Campeonato Paulista 2018                               |
| São Paulo 8 cupos            | Santos               | Cuarto lugar Campeonato Paulista 2018                          |
| São Paulo 8 cupos            | Ponte Preta          | Campeón Campeonato Paulista del Interior 2018                  |
| São Paulo 8 cupos            | Guarani de Campinas  | Campeón Campeonato Paulista Serie A2 2018                      |
| São Paulo 8 cupos            | Votuporanguense      | Campeón Copa Paulista 2018                                     |
| São Paulo 8 cupos            | Oeste                | Clasificado por ranking CBF 2018, no clasificado anteriormente |
| Sergipe 2 cupos              | Sergipe              | Campeón Campeonato Sergipano 2018                              |
| Sergipe 2 cupos              | Itabaiana            | Subcampeón Campeonato Sergipano 2018                           |
| Tocantins 1 cupos            | Palmas               | Campeón Campeonato Tocantinense 2018                           |

### Clubes clasificados directamente a octavos de final
| Equipo               | Forma de clasificación                            |
| -------------------- | ------------------------------------------------- |
| Athletico Paranaense | Campeón Copa Sudamericana 2018                    |
| Cruzeiro             | Campeón Copa de Brasil 2018                       |
| Palmeiras            | Campeón Campeonato Brasileño de Fútbol 2018       |
| Flamengo             | Subcampeón Campeonato Brasileño de Fútbol 2018    |
| Internacional        | Tercer puesto Campeonato Brasileño de Fútbol 2018 |
| Grêmio               | Cuarto puesto Campeonato Brasileño de Fútbol 2018 |
| São Paulo            | Quinto puesto Campeonato Brasileño de Fútbol 2018 |
| Atlético Mineiro     | Sexto puesto Campeonato Brasileño de Fútbol 2018  |
| Fortaleza            | Campeón Série B 2018                              |
| Sampaio Corrêa       | Campeón Copa do Nordeste 2018                     |
| Paysandu             | Campeón Copa Verde 2018                           |

## Programa
El programa de fechas de la competencia es el siguiente.
| Fase             | Partidos ida                                                                                       | Partidos vuelta                                                                                    |
| ---------------- | -------------------------------------------------------------------------------------------------- | -------------------------------------------------------------------------------------------------- |
| Primera ronda    | - Semana 1: 6 de febrero de 2019 - Semana 2: 13 de febrero de 2019                                 | - Semana 1: 6 de febrero de 2019 - Semana 2: 13 de febrero de 2019                                 |
| Segunda ronda    | - Semana 1: 20 de febrero de 2019 - Semana 2: 27 de febrero de 2019 - Semana 3: 6 de marzo de 2019 | - Semana 1: 20 de febrero de 2019 - Semana 2: 27 de febrero de 2019 - Semana 3: 6 de marzo de 2019 |
| Tercera ronda    | 13 y 27 de marzo de 2019                                                                           | 27 de marzo y 10 de abril de 2019                                                                  |
| Cuarta ronda     | 17 de abril de 2019                                                                                | 24 de abril de 2019                                                                                |
| Octavos de final | 15, 22 y 29 de mayo de 2019                                                                        | 22 y 29 de mayo y 5 de junio de 2019                                                               |
| Cuartos de final | 10 de julio de 2019                                                                                | 17 de julio de 2019                                                                                |
| Semifinales      | 7 de agosto de 2019                                                                                | 14 de agosto de 2019                                                                               |
| Final            | 4 de septiembre de 2019                                                                            | 11 de septiembre de 2019                                                                           |

## Fase inicial

### Primera Ronda
- 80 equipos disputan la primera fase en partido único. Los equipos con mejor ranking CBF serán visitantes y tendrán ventaja en caso de empate.
- Partidos el 6 y 13 de febrero. Estadísticas CBF
- Equipos listados en la primera columna poseen la localía. En negrita los clubes clasificados.
| Equipo local        | Resultado | Equipo visitante    |
| ------------------- | --------- | ------------------- |
| Ferroviário         | 2 - 2     | Corinthians         |
| Avenida             | 1 - 0     | Guarani de Campinas |
| Central             | 1 - 1     | Ceará               |
| Foz do Iguaçu       | 1 - 0     | Boa Esporte         |
| Aparecidense        | 2 - 0     | Ponte Preta         |
| Bragantino do Pará  | 1 - 0     | ASA Arapiraquense   |
| URT                 | 3 - 2     | Coritiba            |
| Manaus              | 1 - 1     | Vila Nova           |
| Campinense          | 0 - 2     | Botafogo            |
| Ypiranga            | 0 - 1     | Cuiabá              |
| São Raimundo        | 0 - 0     | América Mineiro     |
| Palmas              | 0 - 1     | Juventude           |
| Moto Club           | 2 - 0     | Vitória             |
| Galvez              | 0 - 1     | ABC Natal           |
| Sinop               | 1 - 2     | Santa Cruz          |
| Imperatriz          | 1 - 1     | Náutico             |
| Ríver               | 0 - 5     | Fluminense          |
| Votuporanguense     | 0 - 1     | Ypiranga de Erechim |
| Boavista            | 1 - 2     | Figueirense         |
| Corumbaense         | 0 - 0     | Luverdense          |
| Rio Branco          | 2 - 2     | Bahia               |
| Santa Cruz de Natal | 1 - 0     | Tupi                |
| Sergipe             | 0 - 2     | Goiás               |
| Brasiliense         | 0 - 0     | CRB Alagoas         |
| Altos               | 1 - 7     | Santos              |
| Sobradinho          | 0 - 0     | América de Natal    |
| Brusque             | 1 - 1     | Atlético Goianiense |
| Atlético Cearense   | 2 - 0     | Joinville           |
| São José-RS         | 0 - 0     | Chapecoense         |
| Mixto               | 1 - 0     | CSA Alagoas         |
| São Raimundo        | 0 - 2     | Criciúma            |
| Nacional Fast Clube | 1 - 6     | Oeste               |
| Tombense            | 3 - 0     | Sport Recife        |
| Operário-MS         | 1 - 4     | Botafogo de Paraíba |
| Itabaiana           | 2 - 5     | Paraná Clube        |
| Americano           | 1 - 2     | Londrina            |
| Juazeirense         | 2 - 2     | Vasco da Gama       |
| Serra               | 1 - 0     | Remo                |
| Real Ariquemes      | 1 - 4     | Avaí                |
| Tubarão             | 0 - 0     | Brasil de Pelotas   |

### Segunda Ronda
- Participan en esta fase los 40 equipos vencedores en la etapa anterior, en partido único. En caso de empate la llave será decidida por tiros desde el punto penal.
- Partidos del 20 de febrero al 6 de marzo.
- Equipos listados en la primera columna poseen la localía. En negrita los clubes clasificados.
| Equipo local        | Resultado        | Equipo visitante    |
| ------------------- | ---------------- | ------------------- |
| Corinthians         | 4 - 2            | Avenida             |
| Foz do Iguaçu       | 0 - 0 (2-4 pen.) | Ceará               |
| Bragantino do Pará  | 3 - 2            | Aparecidense        |
| URT                 | 2 - 2 (4-5 pen.) | Vila Nova           |
| Botafogo            | 3 - 0            | Cuiabá              |
| Juventude           | 2 - 1            | América Mineiro     |
| ABC Natal           | 2 - 2 (5-3 pen.) | Moto Club           |
| Santa Cruz          | 1 - 1 (4-2 pen.) | Náutico             |
| Fluminense          | 3 - 0            | Ypiranga de Erechim |
| Luverdense          | 1 - 0            | Figueirense         |
| Santa Cruz de Natal | 1 - 1 (4-2 pen.) | Bahia               |
| Goiás               | 1 - 1 (2-3 pen.) | CRB Alagoas         |
| Santos              | 4 - 0            | América de Natal    |
| Atlético Cearense   | 0 - 4            | Atlético Goianiense |
| Mixto               | 1 - 2            | Chapecoense         |
| Criciúma            | 0 - 0 (7-6 pen.) | Oeste               |
| Tombense            | 2 - 2 (6-7 pen.) | Botafogo de Paraíba |
| Londrina            | 1 - 1 (5-4 pen.) | Paraná Clube        |
| Serra               | 0 - 2            | Vasco da Gama       |
| Avaí                | 2 - 0            | Brasil de Pelotas   |

### Tercera Ronda
- Participan en esta fase los 20 equipos vencedores en la etapa anterior, en partidos eliminatorios de ida y vuelta.
- Partidos del 13 de marzo al 12 de abril.
- Equipos listados en la primera columna poseen la localía en el partido de ida. En negrita los clubes clasificados.
| Equipo local ida    | Global | Equipo visitante ida | Ida   | Vuelta |
| ------------------- | ------ | -------------------- | ----- | ------ |
| Ceará               | 2 - 3  | Corinthians          | 1 - 3 | 0 - 1  |
| Vila Nova           | 3 - 2  | Bragantino do Pará   | 2 - 0 | 1 - 2  |
| Botafogo            | 2 - 3  | Juventude            | 1 - 1 | 1 - 2  |
| ABC Natal           | 1 - 3  | Santa Cruz           | 1 - 0 | 0 - 3  |
| Luverdense          | 0 - 2  | Fluminense           | 0 - 0 | 0 - 2  |
| CRB Alagoas         | 1 - 2  | Bahia                | 1 - 1 | 0 - 1  |
| Atlético Goianiense | 1 - 3  | Santos               | 1 - 0 | 0 - 3  |
| Chapecoense         | 5 - 2  | Criciúma             | 3 - 2 | 2 - 0  |
| Botafogo de Paraíba | 3 - 5  | Londrina             | 0 - 2 | 3 - 3  |
| Vasco da Gama       | 4 - 2  | Avaí                 | 3 - 2 | 1 - 0  |

### Cuarta Ronda
- Participan en esta fase los 10 equipos vencedores en la etapa anterior, en partidos eliminatorios de ida y vuelta.
- Partidos del 17 de abril al 1 de mayo.
- Equipos listados en la primera columna poseen la localía en el partido de ida. En negrita los clubes clasificados.
| Equipo local ida | Global           | Equipo visitante ida | Ida   | Vuelta |
| ---------------- | ---------------- | -------------------- | ----- | ------ |
| Juventude        | 0 - 0 (4-3 pen.) | Vila Nova            | 0 - 0 | 0 - 0  |
| Fluminense       | 2 - 2 (3-2 pen.) | Santa Cruz           | 2 - 0 | 0 - 2  |
| Chapecoense      | 1 - 2            | Corinthians          | 1 - 0 | 0 - 2  |
| Santos           | 3 - 2            | Vasco da Gama        | 2 - 0 | 1 - 2  |
| Bahia            | 5 - 2            | Londrina             | 4 - 0 | 1 - 2  |

## Fase final
Los octavos de final se jugarán con 16 equipos, los 5 ganadores de la etapa anterior y otros 11 equipos preclasificados: Athletico Paranaense, Cruzeiro, Palmeiras, Flamengo, Internacional, Grêmio, São Paulo, Atlético Mineiro, Fortaleza, Sampaio Corrêa y Paysandu. Se realizarán partidos eliminatorias de ida y vuelta. En caso de empate en el resultado global, el clasificado será definido en la tanda de penaltis. Los enfrentamientos de esta fase serán definidos por sorteo.

### Octavos de final
- Partidos del 15 de mayo al 6 de junio de 2019.
- Equipos listados en la primera columna poseen la localía en el partido de ida. En negrita los clubes clasificados.
| Equipo local ida | Global           | Equipo visitante ida | Ida   | Vuelta |
| ---------------- | ---------------- | -------------------- | ----- | ------ |
| Internacional    | 4 - 1            | Paysandu             | 3 - 1 | 1 - 0  |
| Corinthians      | 0 - 2            | Flamengo             | 0 - 1 | 0 - 1  |
| Atlético Mineiro | 2 - 1            | Santos               | 0 - 0 | 2 - 1  |
| Juventude        | 0 - 3            | Grêmio               | 0 - 0 | 0 - 3  |
| Sampaio Corrêa   | 0 - 3            | Palmeiras            | 0 - 1 | 0 - 2  |
| Fortaleza        | 0 - 1            | Athletico Paranaense | 0 - 0 | 0 - 1  |
| Fluminense       | 3 - 3 (1-3 pen.) | Cruzeiro             | 1 - 1 | 2 - 2  |
| São Paulo        | 0 - 2            | Bahia                | 0 - 1 | 0 - 1  |

### Cuartos de final
- Partidos el 10 y 17 de julio.
- Equipos listados en la primera columna poseen la localia en el partido de ida. En negrita los clubes clasificados.
| Equipo local ida     | Global           | Equipo visitante ida | Ida   | Vuelta |
| -------------------- | ---------------- | -------------------- | ----- | ------ |
| Grêmio               | 2 - 1            | Bahia                | 1 - 1 | 1 - 0  |
| Athletico Paranaense | 2 - 2 (3-1 pen.) | Flamengo             | 1 - 1 | 1 - 1  |
| Cruzeiro             | 3 - 2            | Atlético Mineiro     | 3 - 0 | 0 - 2  |
| Palmeiras            | 1 - 1 (4-5 pen.) | Internacional        | 1 - 0 | 0 - 1  |

### Semifinales
- Equipos listados en la primera columna poseen la localia en el partido de ida. En negrita los clubes clasificados.
| Equipo local ida | Global           | Equipo visitante ida | Ida   | Vuelta |
| ---------------- | ---------------- | -------------------- | ----- | ------ |
| Grêmio           | 2 - 2 (4-5 pen.) | Athletico Paranaense | 2 - 0 | 0 - 2  |
| Cruzeiro         | 0 - 4            | Internacional        | 0 - 1 | 0 - 3  |

| 14 de agosto de 2019 | Grêmio                      | 2:0 (1:0) | Athletico Paranaense | Arena do Grêmio, Porto Alegre                                        |                                                                      |
|                      | André 24' · Jean Pyerre 73' | Reporte   |                      | Asistencia: 40,175 espectadores Árbitro(s): Marcelo de Lima Henrique | Asistencia: 40,175 espectadores Árbitro(s): Marcelo de Lima Henrique |

| 4 de septiembre de 2019 | Athletico Paranaense                                                   | 2:0 (1:0) (5:4 p.)         | Grêmio                                                           | Arena da Baixada, Curitiba                                                 |                                                                            |
|                         | Nikão 17' · Marco Ruben 49'                                            | Reporte                    |                                                                  | Asistencia: 28,841 espectadores Árbitro(s): Wagner do Nascimento Magalhaes | Asistencia: 28,841 espectadores Árbitro(s): Wagner do Nascimento Magalhaes |
|                         |                                                                        | Tiros desde el punto penal |                                                                  |                                                                            |                                                                            |
|                         | Bruno Guimarães · Luis González · Nikão · Marcelo Cirino · Marco Ruben |                            | Rafael Galhardo · David Braz · Alisson · Matheus Henrique · Pepé |                                                                            |                                                                            |

| 7 de agosto de 2019 | Cruzeiro | 0:1 (0:0) | Internacional | Estadio Mineirao, Belo Horizonte                                    |                                                                     |
|                     |          | Reporte   | Edenilson 75' | Asistencia: 33,344 espectadores Árbitro(s): Luiz Flavio De Oliveira | Asistencia: 33,344 espectadores Árbitro(s): Luiz Flavio De Oliveira |

| 4 de septiembre de 2019 | Internacional                           | 3:0 (1:0) | Cruzeiro | Estadio Beira-Rio, Porto Alegre                                       |                                                                       |
|                         | Paolo Guerrero 40', 70' · Edenilson 90' | Reporte   |          | Asistencia: 43,175 espectadores Árbitro(s): Flavio Rodrigues De Souza | Asistencia: 43,175 espectadores Árbitro(s): Flavio Rodrigues De Souza |

### Final
- Equipo listado en la primera columna posee la localía en el partido de ida.
| Local en la ida      | Global | Local en la vuelta | Ida   | Vuelta |
| -------------------- | ------ | ------------------ | ----- | ------ |
| Athletico Paranaense | 3 - 1  | Internacional      | 1 - 0 | 2 - 1  |

| 11 de septiembre | Athletico Paranaense | 1:0 (0:0) | Internacional | Arena da Baixada, Curitiba                                |                                                           |
|                  | Bruno Guimarães 57'  | Reporte   |               | Asistencia: 39,772 espectadores Árbitro(s): Raphael Claus | Asistencia: 39,772 espectadores Árbitro(s): Raphael Claus |

| 18 de septiembre | Internacional     | 1:2 (1:1) | Athletico Paranaense           | Estadio Beira-Rio, Porto Alegre                                    |                                                                    |
|                  | Nicolás López 31' | Reporte   | Léo Cittadini 24' · Rony 90+7' | Asistencia: 46,747 espectadores Árbitro(s): Wilton Pereira Sampaio | Asistencia: 46,747 espectadores Árbitro(s): Wilton Pereira Sampaio |

|                              |
| Campeón Athletico Paranaense |
| 1.º título                   |

## Goleadores
- Atualización final. (CBF)
| Rank | Jugador        | Club               | Goles |
| ---- | -------------- | ------------------ | ----- |
| 1    | Paolo Guerrero | Internacional      | 5     |
| 1    | Luciano        | Fluminense         | 5     |
| 1    | Pipico         | Santa Cruz         | 5     |
| 4    | Daniel Amorim  | Avaí               | 4     |
| 4    | Gilberto       | Bahia              | 4     |
| 4    | Nando          | Botafogo-PB        | 4     |
| 4    | Carlos Sánchez | Santos             | 4     |
| 8    | Clayton        | Botafogo-PB        | 3     |
| 8    | Erik Lima      | Botafogo           | 3     |
| 8    | Gustavo        | Corinthians        | 3     |
| 8    | Jenison        | Paraná Clube       | 3     |
| 8    | Marco Goiano   | Bragantino do Pará | 3     |
| 8    | Rodrygo        | Santos             | 3     |
| 8    | Thiago Neves   | Cruzeiro           | 3     |